# Altendorf, Oberpfalz
Altendorf är en kommun och ort i Landkreis Schwandorf i Regierungsbezirk Oberpfalz i förbundslandet Bayern i Tyskland.
Kommunen ingår i kommunalförbundet Nabburg tillsammans med staden Nabburg och kommunen Guteneck.